# 보르보네파르마 공주 마리아 테레사
보르보네파르마 공주 마리아 테레사(스페인어: María Teresa de Borbón-Parma, 프랑스어: Marie-Thérèse de Bourbon-Parme 마리테레제 드 부루봉파르므[*], 1933년 7월 28일 ~ 2020년 3월 26일)는 프랑스에서 활동한 사회학자이자 사회운동가이다. 스페인 왕가의 분가인 보르보네파르마가에서 태어나 카를로스파를 지지했다.

## 생애
마리아 테레사는 파리에서 태어났다. 아버지 사베리오 디 보르보네파르마는 파르마 공작이며 카를로스파에서 주장하는 스페인 왕실의 후계자였다. 어머니인 마들렌 드 부르봉뷔세는 부르봉가의 분가에 속했다.
1977년 파리 소르본 대학교 경제·사회학부에서 석사 학위를 받았고, 학위 논문의 제목은 〈현대 카를로스파 이념의 설명(스페인어: La clarificación ideológica del Carlismo contemporáneo)〉이다. 또한 마드리드 콤플루텐세 대학교에서 정치사회학 석사 학위를 받았다. 두 대학에 교수로 재직하면서 이슬람 문화권의 여성 인권에 대한 연구를 하였다.
2020년 3월 26일 파리 코샹 병원에서 코로나19로 사망하였다. 왕족이 코로나19로 사망한 것은 처음이었다.

## 같이 보기
- 엘리자베트 마리아 폰 외스터라이히 여대공